# Stokkemarke
Stokkemarke is een plaats in de Deense regio Seeland, gemeente Lolland, en telt 528 inwoners (2007).